# 野马 (2019年电影)
《野马》（英語：The Mustang）是一部2019年的英语剧情片，由洛尔·德·克莱蒙-托纳雷执导（这是她的处女作），克莱蒙-托纳雷、莫娜·法斯特沃德和布洛克·诺曼·布洛克编剧。马蒂亚斯·舍纳尔茨饰演为一名被监禁的罪犯，参与野马训练为中心的囚犯改造计划。杰森·米切尔、吉迪恩·阿德隆、康妮·布里顿和布鲁斯·邓恩出演配角。根据内华达州卡森市的真实囚犯训练项目改编的。2019年1月31日在圣丹斯电影节全球首映，2019年3月15日在美国由Focus Features发行。

## 情节
罗曼·科尔曼12年前因重伤他的情人入狱。由于自己的暴力倾向，他拒绝重新融入社会。在户外维护工作期间，罗曼被安排参加由牧场主迈尔斯管理的改造计划，该计划为囚犯分配训练野马。该计划中的每个囚犯都会得到一匹马进行训练，而罗曼必须在他的马匹在拍卖会上出售之前的 12 周内完成训练。罗曼最初摸不到门道，但在被视为顶级驯马师的囚犯亨利的指导下，他开始取得进步。几周过去了，罗曼与这匹马亲近了起来，他将这匹马命名为马奎斯，并与亨利建立了友谊。然而，亨利后来被罗曼的狱友丹谋杀。罗曼进行报复将丹勒死。
拍卖的日子临近了，罗曼邀请他怀孕的女儿玛莎参加，希望能改善与她的关系。当罗曼骑着马奎斯像拍卖者们表演时，他发现玛莎不在场后乱了阵脚。马奎斯被直升机惊到，这种分心导致了灾难，导致罗曼从他的马上摔下来，几乎被踩踏，幸好其他训练师制伏了马奎斯。不久之后，罗曼从迈尔斯那里得知马奎斯被认为无法管教并将被执行安乐死。罗曼私下放走了马奎斯。 一段时间后，罗曼收到玛莎的一封信，承认她父亲拒绝出狱。这封信还包括一张玛莎和罗曼刚出生的孙子的照片，她打算在下次访问时让罗曼见面。罗曼读完信后，发现马奎斯站在监狱门口。 

## 制作
2017年5月，官方宣布Matthias Schoenaerts和Jason Mitchell将出演这部电影，Laure de Clermont-Tonnerre、Mona Fastvold和Brock Norman Brock一起撰写了剧本。 由Canal+、Cine+制作这部电影，Alain Goldman和Molly Hallam分别担任制片人和执行制片人。2017年10月，苏珊·萨兰登、吉迪恩·阿德隆、布鲁斯·邓恩、乔什·斯图尔特加入了影片的演员阵容。.萨兰登后来离开，由康妮·布里顿取代。電影在内华达州卡森市监狱拍攝。